# Инфекциозен ринотрахеит при котките
 Тази статия е за Инфекциозен ринотрахеит при котките.  За други значения на Котешка хрема вижте Калицивирусна инфекция по котките.  
Инфекциозен ринотрахеит при котките (Feline viral rhinotracheitis) е вирусно заболяване при представителите на семейство Коткови. Причинява се от херпесвирус и се характеризира с поражения на очите и дихателните пътища. Поради тази причина заболяването е известно още и с имената Херпес при котките или Котешка хрема.

## Етиология
Вирусът на инфекциозния ринотрахеит съдържа двуверижна ДНК и е с размери от 150 до 170 nm. Вирусът няма серотипно различие. Той е много чувствителен на външна среда и извън гостоприемника се инактивира много бързо.

## Епизоотология
Вирусът на котешкия ринотрахеит е разпространен повсеместно. Чувствителни към него са котки от всички породи и възрасти. Източник на инфекцията са болни и преболедували животни, които продължават да бъдат вирусоносители. Вирусът се отделя с очни и носни секрети, слюнка, фекалии и урина. Заразяването е алиментарно, аерогенно и трансплацентарно. Заболеваемостта достига до 50%, а смъртността 5 – 20%. Възникването на заболяването може да се провокира от редица фактори като бременност, простуда, продължителен транспорт, кърмене и други.

## Клинични признаци
Инкубационният период варира от 3 до 8 дена. Болестта се характеризира с три форми на протичане – остра, подостра и хронична.
В началото се наблюдава повишаване на телесната температура (39,5 °C – 40 °C). Това състояние продължава около два дена. След това се развива конюнктивит, ринит и кашлица с обилни гнойни изтечения от носа. Наблюдава се и повръщане, слюноотделяне и наличие на язви по гърба на езика. При пипане в областта на гърлото котката проявява признаци за болезненост. Приемането на храна и вода е затруднено. Оздравяване настъпва след 7 – 10 дена от началото на заболяването.
Малките котета развиват гноен конюнктивит, който често се генерализира към ринит, трахеит и бронхопневмония. При възрастните котки конюнктивита е с корнеални улцерации, кератит и панофталмит. Бременните котки абортират. Често това е единствен признак на заболяването при тях.
При усложнение на болестта настъпва атония на червата и запек. Понякога ринита преминава в хроничен и продължава с години.

## Профилактика
За профилактика на заболяването се препоръчва ваксинация. Използваната ваксина често е двувалентна, като при ваксинацията се покрива и калицивирусната инфекция. Първата ваксинация се прави на 9-а седмица след раждането, а втората на 12-ата седмица. При по-големи котки е необходимо ежегодно да се извършва ваксинация срещу това заболяване.